# Чемпионат СССР по хоккею с мячом 1963/1964
16-й чемпионат СССР по хоккею с мячом проходил с 24 ноября 1963 года по 8 марта 1964 года.
После ряда многолетних экспериментов с формулой соревнований была принята схема «гладкого» чемпионата (двухкруговой турнир с разъездами), которая продержалась вплоть до сезона 1987/1988.
В чемпионате участвовали 16 команд. Сыграно 240 матчей, в них забито 1014 мячей.
Чемпионом СССР стала команда «Динамо» (Москва).

## Класс «А»
| М  | Команда                | 1       | 2        | 3        | 4       | 5       | 6       | 7       | 8       | 9        | 10      | 11      | 12      | 13       | 14      | 15      | 16       | В  | Н | П  | Мячи            | О  |
| -- | ---------------------- | ------- | -------- | -------- | ------- | ------- | ------- | ------- | ------- | -------- | ------- | ------- | ------- | -------- | ------- | ------- | -------- | -- | - | -- | --------------- | -- |
| 1  | «Динамо» (Москва)      |         | 2:2 2:4  | 1:4 3:2  | 7:1 2:2 | 1:1 3:0 | 4:0 7:1 | 3:1 8:2 | 6:0 1:2 | 8:0 6:0  | 3:0 2:1 | 7:0 4:0 | 7:3 5:0 | 7:1 3:3  | 6:0 7:1 | 6:2 2:1 | 6:0 3:2  | 23 | 4 | 3  | 132 — 36 = + 96 | 50 |
| 2  | СКА (Хабаровск)        | 4:2 2:2 |          | 4:3 3:4  | 1:1 1:1 | 1:0 1:1 | 3:1 1:0 | 1:0 2:3 | 8:1 5:1 | 7:3 3:2  | 2:0 5:2 | 5:2 5:1 | 7:3 3:0 | 10:0 1:1 | 7:2 1:2 | 1:3 3:0 | 4:1 4:2  | 21 | 5 | 4  | 105 — 44 = + 61 | 47 |
| 3  | СКА (Свердловск)       | 2:3 4:1 | 4:3 3:4  |          | 3:1 0:2 | 1:1 2:2 | 2:3 1:1 | 2:1 3:3 | 2:0 2:1 | 11:0 2:3 | 5:1 8:2 | 2:2 1:0 | 5:1 1:0 | 6:1 5:1  | 8:2 2:0 | 5:0 4:1 | 14:0 4:0 | 20 | 5 | 5  | 114 — 40 = + 74 | 45 |
| 4  | НТЗ (Первоуральск)     | 2:2 1:7 | 1:1 1:1  | 2:0 1:3  |         | 1:1 2:6 | 3:1 2:4 | 4:0 2:0 | 2:0 4:2 | 9:0 1:1  | 2:1 0:0 | 1:1 4:2 | 7:0 2:2 | 2:0 3:1  | 2:1 2:0 | 4:1 4:2 | 6:3 2:2  | 17 | 9 | 4  | 79 — 45 = + 34  | 43 |
| 5  | «Фили» (Москва)        | 0:3 1:1 | 1:1 0:1  | 2:2 1:1  | 6:2 1:1 |         | 2:1 1:0 | 2:2 4:4 | 2:2 2:1 | 3:0 2:1  | 7:0 0:2 | 1:2 4:2 | 3:0 4:1 | 5:1 1:2  | 1:0 1:3 | 2:0 0:2 | 4:3 2:2  | 14 | 9 | 7  | 65 — 43 = + 22  | 37 |
| 6  | «Динамо» (Ленинград)   | 1:7 0:4 | 0:1 1:3  | 1:1 3:2  | 4:2 1:3 | 0:1 1:2 |         | 6:0 3:1 | 1:1 2:2 | 3:1 1:5  | 0:0 2:1 | 0:0 2:2 | 3:3 1:1 | 1:0 3:1  | 4:0 1:2 | 2:2 2:1 | 2:4 2:1  | 11 | 9 | 10 | 53 — 54 = — 1   | 31 |
| 7  | «Водник» (Архангельск) | 2:8 1:3 | 3:2 0:1  | 3:3 1:2  | 0:2 0:4 | 4:4 2:2 | 1:3 0:6 |         | 1:1 1:1 | 1:1 4:0  | 1:1 0:2 | 3:1 3:2 | 3:2 2:4 | 3:1 2:1  | 2:3 1:0 | 3:0 0:2 | 3:1 3:0  | 11 | 7 | 12 | 53 — 63 = — 10  | 29 |
| 8  | «Динамо» (Алма-Ата)    | 2:1 0:6 | 1:5 1:8  | 1:2 0:2  | 2:4 0:2 | 1:2 2:2 | 2:2 1:1 | 1:1 1:1 |         | 1:1 0:1  | 2:0 2:4 | 1:0 2:4 | 1:0 2:1 | 2:1 2:1  | 2:1 3:4 | 4:2 2:1 | 2:1 0:0  | 11 | 7 | 12 | 43 — 61 = — 18  | 29 |
| 9  | «Локомотив» (Иркутск)  | 0:6 0:8 | 2:3 3:7  | 3:2 0:11 | 1:1 0:9 | 1:2 0:3 | 5:1 1:3 | 0:4 1:1 | 1:0 1:1 |          | 1:5 1:2 | 3:0 1:1 | 2:2 3:1 | 0:1 0:0  | 5:2 2:2 | 3:1 2:1 | 3:3 1:1  | 8  | 9 | 13 | 46 — 84 = — 38  | 25 |
| 10 | «Шахтёр» (Кемерово)    | 1:2 0:3 | 2:5 0:2  | 2:8 1:5  | 0:0 1:2 | 2:0 0:7 | 1:2 0:0 | 2:0 1:1 | 4:2 0:2 | 2:1 5:1  |         | 2:4 3:2 | 1:0 3:3 | 3:0 3:4  | 0:0 2:6 | 3:2 0:6 | 1:1 2:3  | 9  | 6 | 15 | 47 — 74 = — 27  | 24 |
| 11 | «Труд» (Курск)         | 0:4 0:7 | 1:5 2:5  | 0:1 2:2  | 2:4 1:1 | 2:4 2:1 | 2:2 0:0 | 2:3 1:3 | 4:2 0:1 | 1:1 0:3  | 2:3 4:2 |         | 4:1 1:2 | 2:0 1:2  | 5:1 2:2 | 1:1 0:6 | 2:1 3:1  | 8  | 7 | 15 | 49 — 71 = — 22  | 23 |
| 12 | «Волга» (Ульяновск)    | 0:5 3:7 | 0:3 3:7  | 0:1 1:5  | 2:2 0:7 | 1:4 0:3 | 1:1 3:3 | 4:2 2:3 | 1:2 0:1 | 1:3 2:2  | 3:3 0:1 | 2:1 1:4 |         | 3:1 2:3  | 3:0 0:0 | 3:2 3:1 | 3:1 3:3  | 7  | 7 | 16 | 50 — 81 = — 29  | 21 |
| 13 | «Труд» (Куйбышев)      | 3:3 1:7 | 1:1 0:10 | 1:5 1:6  | 1:3 0:2 | 2:1 1:5 | 1:3 0:1 | 1:2 1:3 | 1:2 1:2 | 0:0 1:0  | 4:3 0:3 | 2:1 0:2 | 3:2 1:3 |          | 2:0 1:2 | 2:1 1:3 | 4:2 2:0  | 9  | 3 | 18 | 39 — 78 = — 39  | 21 |
| 14 | «Енисей» (Красноярск)  | 1:7 0:6 | 2:1 2:7  | 0:2 2:8  | 0:2 1:2 | 3:1 0:1 | 2:1 0:4 | 0:1 3:2 | 4:3 1:2 | 2:2 2:5  | 6:2 0:0 | 2:2 1:5 | 0:0 0:3 | 2:1 0:2  |         | 0:1 2:3 | 2:0 3:4  | 8  | 4 | 18 | 43 — 80 = — 37  | 20 |
| 15 | «Вымпел» (Калининград) | 1:2 2:6 | 0:3 3:1  | 1:4 0:5  | 2:4 1:4 | 2:0 0:2 | 1:2 2:2 | 2:0 0:3 | 1:2 2:4 | 1:2 1:3  | 6:0 2:3 | 6:0 1:1 | 1:3 2:3 | 3:1 1:2  | 3:2 1:0 |         | 0:1 2:3  | 8  | 2 | 20 | 50 — 68 = — 18  | 18 |
| 16 | «Труд» (Красногорск)   | 2:3 0:6 | 2:4 1:4  | 0:4 0:14 | 2:2 3:6 | 2:2 3:4 | 1:2 4:2 | 0:3 1:3 | 0:0 1:2 | 1:1 3:3  | 3:2 1:1 | 1:3 1:2 | 3:3 1:3 | 0:2 2:4  | 4:3 0:2 | 3:2 0:1 |          | 5  | 7 | 18 | 46 — 92 = — 46  | 17 |

1. В верхних строках таблицы приведены результаты домашних матчей, а в нижних-результаты игр на выезде.

## Итоговая таблица чемпионата
| М  | Команда                | И  | В  | Н | П  | М      | О  |
| -- | ---------------------- | -- | -- | - | -- | ------ | -- |
| 1  | «Динамо» (Москва)      | 30 | 23 | 4 | 3  | 132:36 | 50 |
| 2  | СКА (Хабаровск)        | 30 | 21 | 5 | 4  | 105:44 | 47 |
| 3  | СКА (Свердловск)       | 30 | 20 | 5 | 5  | 114:40 | 45 |
| 4  | НТЗ (Первоуральск)     | 30 | 17 | 9 | 4  | 79:45  | 43 |
| 5  | «Фили» (Москва)        | 30 | 14 | 9 | 7  | 65:43  | 37 |
| 6  | «Динамо» (Ленинград)   | 30 | 11 | 9 | 10 | 53:54  | 31 |
| 7  | «Водник» (Архангельск) | 30 | 11 | 7 | 12 | 53:63  | 29 |
| 8  | «Динамо» (Алма-Ата)    | 30 | 11 | 7 | 12 | 43:61  | 29 |
| 9  | «Локомотив» (Иркутск)  | 30 | 8  | 9 | 13 | 46:84  | 25 |
| 10 | «Шахтёр» (Кемерово)    | 30 | 9  | 6 | 15 | 47:74  | 24 |
| 11 | «Труд» (Курск)         | 30 | 8  | 7 | 15 | 49:71  | 23 |
| 12 | «Волга» (Ульяновск)    | 30 | 7  | 7 | 16 | 50:81  | 21 |
| 13 | «Динамо» (Куйбышев)    | 30 | 9  | 3 | 18 | 39:78  | 21 |
| 14 | «Енисей» (Красноярск)  | 30 | 8  | 4 | 18 | 43:80  | 20 |
| 15 | «Вымпел» (Калининград) | 30 | 8  | 2 | 20 | 50:68  | 18 |
| 16 | «Труд» (Красногорск)   | 30 | 5  | 7 | 18 | 46:92  | 17 |

## Составы команд и авторы забитых мячей
Чемпионы СССР
- 1. «Динамо» (Москва) (17 игроков): Анатолий Мельников (28; −22), Юрий Шальнов (22; −14) — Евгений Герасимов (29; 4), Виталий Данилов (28; 0), Александр Луппов (25; 0), Дмитрий Морозов (23; 0), Олег Горбунов (30; 8), Альберт Вологжанников (29; 8), Вячеслав Соловьёв (28; 5), Юрий Афанасьев (25; 4), Александр Зайцев (24; 0), Сергей Монахов (23; 0), Вячеслав Дорофеев (29; 17), Евгений Папугин (29; 51), Михаил Осинцев (23; 17), Валерий Маслов (18; 17). В команде также выступал Анатолий Мосягин (5; 1).

Серебряные призёры
- 2. СКА (Хабаровск) (18 игроков): Виктор Киященко (9), Анатолий Лутков (28) — Виктор Аносов (29; 1), Олег Биктогиров (29; 0), Валентин Васильчуков (21; 0), Владислав Помазкин (27; 1), Виктор Рыбин (30; 9), Анатолий Пульков (30; 18), Олег Суставов (8; 0), Михаил Девишев (29; 19), Геннадий Конев (21; 1), Юрий Лизавин (30; 14), Владимир Ордин (30; 13), Николай Перфильев (29; 8), Анатолий Фролов (27; 20), Михаил Ханин (17; 1). За команду выступал также Александр Пузырёв (4; 0).

Бронзовые призёры
- 3. СКА (Свердловск) (19 игроков): Леонард Мухаметзянов (11), Юрий Школьный (29) — Анатолий Голубев (25; 0), Борис Коломацкий (21; 0), Юрий Коротков (26; 0), Виталий Симонов (22; 3), Виктор Шеховцов (28; 1), Николай Дураков (28; 39), Олег Катин (22; 2), Игорь Малахов, Леонид Старцев (26; 2), Валентин Хардин (22; 5), Валентин Атаманычев (29; 24), Юрий Варзин (29; 18), Александр Измоденов (29; 13), Герман Инишев (7; 4), Владимир Монахов (5; 0), Герман Тарасевич (21; 3). В составе команды выступал также Геннадий Сурков.

- 4. НТЗ (Первоуральск) (20 игроков): Леонид Козлачков, Анатолий Черепанов, Анатолий Шаклеин — Яков Апельганец (3), Владимир Дементьев (2), Герман Дубов (1), Евгений Измоденов (15), Пётр Кадочигов (2), Иван Кияйкин (6), Вольдемар Май (16), Юрий Макеев (3), Виктор Минаев (2), Владимир Мозговой, Юрий Новиков (2), Герман Носов, Леонид Плотников, Анатолий Попков (3), Валентин Рачёв, Валентин Семёнов (12), Станислав Старченко (12).

- 5. «Фили» (Москва) (15 игроков): Николай Сафран, Александр Фомкин — Анатолий Бочкарёв (17), Анатолий Вязанкин (5), Игорь Жуков (5), Леонид Кондратьев (8), Вячеслав Кострюков (6), Генрих Кривоусов, Константин Крюков (6), Евгений Манкос (11), Владимир Полковников (1), Лев Табаков, Михаил Туркин (3), Борис Умрихин (1), Олег Шварёв (2).

- 6. «Динамо» (Ленинград) (16 игроков): Анатолий Калинин, Валерий Мозгов — Виталий Гарлоев (3), Евгений Дергачёв (7), Юрий Захаров (3), Владимир Кармушев (8), Анатолий Клеймёнов (8), Юрий Козлов, Анатолий Кулёв (9), Виталий Любимов, Игорь Малахов (3), Владимир Молокоедов, Борис Петрунин, Юрий Савин (1), Юрий Ульянов (10), Евгений Черняев (1).

- 7. «Водник» (Архангельск) (17 игроков): Виктор Антрушин (20), Виталий Сандул (13) — Владислав Бровин (20; 1), Фёдор Ваенский (28; 0), Сергей Васильев (20; 3), Владимир Голубаев (7; 1), Виктор Грайм (29; 2), Август Кармакулов (12; 0), Вячеслав Малахов (29; 9), Владимир Марков (26; 1), Леонид Марков (25; 11), Борис Морозов (29; 2), Николай Парфёнов (25; 1), Владимир Потапов (27; 6), Валентин Сташевский (28; 1), Александр Сухондяевский (28; 8), Евгений Юшманов (24; 7).

- 8. «Динамо» (Алма-Ата) (20 игроков): Юрий Жабин, Владимир Стрекалов — Владимир Алёшин, Казбек Байбулов (3), Сергей Бочкарёв, Лодиар Игнатьев (4), Вячеслав Ильин (4), Валентин Кабанов, Борис Казанцев (14), Константин Косач, Александр Лосев, Юрий Минеев (5), Геннадий Печканов (4), Иван Рогачёв (6), Валентин Свердлов (1), Владимир Таланов, В. Трегубов (2), Владимир Тупица, Михаил Фокин, Юрий Фокин.

- 9. «Локомотив» (Иркутск) (15 игроков): Геннадий Зотин (10), Александр Титов (28) — Игорь Грек (12; 1), Владимир Ильиных (29; 6), Анатолий Кириллов (28; 4), Владимир Падалкин (17; 2), Геннадий Почебут (29; 3), Иннокентий Протасов (30; 6), Александр Рыбин (30; 15), Владимир Сивоволов (29; 1), Леонид Терёхин (29; 1), Антанас Толжунас (30; 2), Игорь Хандаев (26; 2), Юрий Эдуардов (29; 1), Станислав Эйсбруннер (30; 2).

- 10. «Шахтёр» (Кемерово) (17 игроков): Виталий Прохоров, Юрий Саломатов — Виктор Баянов (12), Альберт Большаков, Евгений Бондаренко, Виктор Волохин (4), Владимир Ворожцов, Юрий Гольцев (6), Герман Девяшин, Виктор Жданов, Анатолий Карпунин (4), Алексей Лазовский (9), Владимир Мартынов (8), Владимир Мусохранов, Василий Соловьёв (2), Дмитрий Теплухин (1), Борис Шумилов (1).

- 11. «Труд» (Курск) (17 игроков): Геннадий Андреев, Валерий Белоусов, Иван Овсянников — Евгений Базаров (9), Николай Башмаков, Виктор Букреев, Павел Дроздов, Геннадий Дьяков (2), Михаил Евдокимов (1), Геннадий Забелин (8), Дмитрий Кирсанов (7), Георгий Курдюмов (7), Виктор Малофеев, Владимир Ордынец (9), Владимир Родин (2), Валерий Рылеев (2), Леонард Щеколенко (2).

- 12. «Волга» (Ульяновск) (20 игроков): Геннадий Борисов (12), Игорь Ивонин (29) — Лев Гаврилов (30; 10), Борис Герасимов (30; 5), Алексей Горин (30; 0), Владимир Ерёмин (30; 3), Валерий Королёв (30; 2), Георгий Лосев (30; 11), Олег Плотников (29; 7), Евгений Солдатов (27; 0), Александр Тарасов (21; 1), Юрий Широков (29; 11). В составе команды также выступали Валерий Егоров (10; 0), Валерий Кондратов, Юрий Назаров (2; 0), Геннадий Печканов (1; 0), Михаил Тонеев, Михаил Фокин (9; 0), Александр Часовских и Валерий Чугунов (6; 0).

- 13. «Труд» (Куйбышев) (20 игроков): Анатолий Ивлиев, Александр Полюндра — Пётр Алабердин (2), Геннадий Александров, Вячеслав Антонов (1), Юрий Артемьев, Альберт Баталов (1), Владимир Бирюков, Виктор Бондарев (5), В. Ванифатов (1), Анатолий Галашин, Дмитрий Еремеевский, Геннадий Казаков (7), Владимир Кирюхин, Анатолий Лобанов (7), Юрий Нуйкин, Владимир Справчиков, Константин Суетнов (9), Виктор Тюфяков (4), Александр Черников (2).

- 14. «Енисей» (Красноярск) (19 игроков): Владимир Литвяков, Юрий Ляпин — Владимир Артёмов (1), Борис Бутусин, Владимир Вишнневский, Владимир Жилионис (3), Алексей Зорин (5), Евгений Каштанов (5), Анатолий Круговой, Виталий Лазицкий, Борис Мартыненко (12), Вячеслав Мовчан (3), Юрий Непомнющий (2), Валерий Поздняков (9), Анатолий Семёнов, Анатолий Сторожук, Борис Хохлов (2), Юрий Шувалов, Валерий Юнышев (1).

- 15. «Вымпел» (Калининград) (17 игроков): Виктор Громаков, Александр Тареев — Борис Бочаров (4), Юрий Войкин (1), Владимир Ивашин (9), Леонид Касаткин, Юрий Киселёв (9), Александр Константинов, Евгений Косоруков (3), Леонид Кузнецов (3), Юрий Лагош (4), Владимир Рябов (3), Виктор Севостьянов, Владимир Смирнов, Анатолий Фролов, Арсений Шорин, Юрий Шорин (17).

- 16. «Труд» (Красногорск) (18 игроков): Владимир Захаров (11), Вячеслав Королёв (29) — Евгений Арутинов (30; 1), Фёдор Базаев (27; 2), Владимир Веселов (24; 0), Юрий Вишерский (22; 0), Владимир Голиков (29; 6), Юрий Ежов (28; 2), Анатолий Журавлёв (15; 1), Иван Ковалёв (23; 1), Вадим Кузьминский (29; 1), Виктор Маркин (30; 13), Валерий Мухортов (30; 7), Николай Попов (24; 7), Николай Трофимов (22; 1). В команде также выступали Юрий Горлов (12; 0), Анатолий Земсков (1; 0) и Булат Сатдыков (10; 4).

Лучший бомбардир — Евгений Папугин («Динамо» (Москва)) — 51 мяч.
По итогам хоккейного сезона определён список 22-х лучших игроков.

## Класс «Б»
Соревнования в классе «Б» прошли в два этапа.
На первом этапе с 22 декабря 1963 года по 20 февраля 1964 года прошли зональные соревнования. В них были допущены 69 команд, (из них 12 команд из Московской области). Команды были разбиты на 8 зон. В 1-7 зонах были проведены однокруговые турниры с разъездами.
- Первая зона. Победитель «Вымпел» (Хабаровск).
- Вторая зона. Победитель «Динамо» (Барнаул).
- Третья зона. Победитель БАЗ (Краснотурьинск).
- Четвёртая зона Победитель «Старт» (Горький).
- Пятая зона. Победитель «Труд» (ткацкая фабрика № 14, Кунцево).
- Шестая зона. Победитель «Металлург» (Боровичи).
- Седьмая зона . Победитель «Эжва» (Сыктывкар). (После дополнительного матча с «Трудом» (Рыбинск) — 3:1.
- Команды восьмой зоны были разбиты на 2 подгруппы, и провели двухкруговые турниры с разъездами, а затем два победителя в двухкруговом турнире с разъездами определили победителя зоны и чемпиона Московской области. Им стала команда «Металлист» (Красногорск)

### Финальный турнир XIII чемпионата РСФСР
Заключительный этап соревнований состоялся с 21 февраля по 2 марта 1964 года в Горьком. В нём приняли участие 8 победителей зон.
| М | Команда                   | 1   | 2   | 3   | 4   | 5   | 6   | 7   | 8   | В | Н | П | Мячи           | О  |
| - | ------------------------- | --- | --- | --- | --- | --- | --- | --- | --- | - | - | - | -------------- | -- |
| 1 | «Старт» (Горький)         |     | 5:0 | 4:1 | 5:3 | 7:0 | 4:3 | 3:2 | 2:0 | 7 | 0 | 0 | 30 — 9 = + 21  | 14 |
| 2 | БАЗ (Краснотурьинск)      | 0:5 |     | 3:0 | 1:2 | 9:2 | 4:0 | 4:1 | 7:0 | 5 | 0 | 2 | 28 — 10 = + 18 | 10 |
| 3 | «Металлист» (Красногорск) | 1:4 | 0:3 |     | 0:0 | 6:2 | 4:0 | 4:1 | 5:2 | 4 | 1 | 2 | 20 — 12 = + 8  | 9  |
| 4 | «Эжва» (Сыктывкар)        | 3:5 | 2:1 | 0:0 |     | 2:3 | 0:4 | 5:1 | 7:5 | 3 | 1 | 3 | 19 — 19 = 0    | 7  |
| 5 | «Динамо» (Барнаул)        | 0:7 | 2:9 | 2:6 | 3:2 |     | 3:1 | 0:3 | 4:3 | 3 | 0 | 4 | 14 — 31 = — 17 | 6  |
| 6 | «Труд» (Кунцево)          | 3:4 | 0:4 | 0:4 | 4:0 | 1:3 |     | 2:2 | 3:3 | 1 | 2 | 4 | 13 — 20 = — 7  | 4  |
| 7 | «Металлург» (Боровичи)    | 2:3 | 1:4 | 1:4 | 1:5 | 3:0 | 2:2 |     | 2:3 | 1 | 1 | 5 | 12 — 21 = — 9  | 3  |
| 8 | «Вымпел» (Хабаровск)      | 0:2 | 0:7 | 2:5 | 5:7 | 3:4 | 3:3 | 3:2 |     | 1 | 1 | 5 | 16 — 30 = — 14 | 3  |

- «Старт» (Горький) (16 игроков): Валерий Кузнецов (7), Александр Минеев (4) — Юрий Андриянов (7; 9), Лев Баскаков (7; 1), Валерий Бурлаков (7), Анатолий Махалов (7), Александр Никишин (7; 1), Александр Пантелеев (7), Евгений Пантелеев (7; 14), Виктор Рыбаков (7; 1), Игорь Сытин (7), Виктор Шестеров (7; 4), Валерий Князев (6; 1), Борис Крутов (4), Попков (4), Евгений Фирстанов (4).
- БАЗ (Краснотурьинск) (16 игроков): Валерий Мотус (7), Николай Горбунов (4) — Юрий Акищев (7), Анатолий Алексеев (7), Юрий Блохин (7), Анатолий Голоднев (7), Евгений Кирсанов (7; 9), Виктор Маханев (7; 3), Виктор Серденко (7; 9), Виктор Черемных (7, 3), Борис Чехлыстов (7; 3), Анатолий Щугарев (7; 1), Африкан Зырянов (6), Юрий Минин (6), Александр Куземчик (5), Борис Варакса (1).
- «Металлист» (Красногорск) (20 игроков): Н. Щербаков (7), И. Веденкин (5) — Александр Килейников (7; 2), Владимир Килейников (7), В. Крайнев (7; 6), М. Маркин (7; 2), В. Рябов (7), А. Саматов (7; 4), В. Соколов (7; 6), Н. Солодов (7), В. Цыганков (7), В. Шевелин (7), В. Андрианов (6), Г. Орлов (5).

В финальном турнире играли Юрий Авруцкий, Ю. Вольнов, Б. Дорожкин, В. Ефремычев, Н. Клянский, Е. Тахтуев.